# Zoramthanga
Zoramthanga (ur. 13 lipca 1944 w Samthangu) – indyjski polityk, premier stanowy Mizoramu (1998–2008, od 2018). Pochodzi z wielodzietnej rodziny, urodził się w pobliżu granicy z Mjanmą. Wstąpił w szeregi Mizo National Front (MNF), organizacji zbrojnej walczącej z rządem indyjskim. Od 1966 w podziemiu, zdobył zaufanie przywódcy MNF Laldengi, został jego adiutantem, następnie zaś prywatnym sekretarzem. Przebywał na emigracji politycznej, kolejno w Pakistanie Wschodnim, Mjanmie i Pakistanie. Do Indii powrócił w 1976, między 1980 a 1986 nadzorował partyzancką aktywność MNF z kwater organizacji na terytorium Mizoramu. Zastępca szefa separatystycznego rządu Mizoramu na uchodźstwie (od 1979). Wiceprzewodniczący, następnie od 1990 przewodniczący MNF. Kluczowa postać negocjacji pokojowych z rządem indyjskim. Po kapitulacji MNF w lipcu 1986 zaangażował się w życie polityczne. Poseł do Zgromadzenia Ustawodawczego Mizoramu różnych kadencji, w okresie od 1987 (ostatnia reelekcja w 2018). Minister edukacji i finansów stanu, następnie lider opozycji (1993-1998). Premier Mizoramu (1998-2008, od 2018). Wprowadził na terytorium Mizoramu zakaz sprzedaży i spożycia alkoholu. Zaangażowany w negocjacje ze zbrojnymi organizacjami działającymi na północnym wschodzie Indii. Ceniony przez mieszkańców Mizoramu za umiejętności oratorskie, w 2017 opublikował bestselerową książkę Mizo Hnam Movement History, poświęconą historii Mizoramu.

## Życiorys

### Młodość i wykształcenie
Urodził się w Samthang w dystrykcie Champhai, w pobliżu granicy z Mjanmą, jako syn Darphungi i Vanhnuaichhingi. Pochodzi z wielodzietnej rodziny, ma sześcioro rodzeństwa. Ukończył Government Gandhi Memorial School w Champhai, kształcił się następnie w zakresie literatury angielskiej w D.M. College w Manipurze.

### W ruchu separatystycznym
W 1965, wciąż jako student, wstąpił w szeregi Mizo National Front, organizacji walczącej z rządem indyjskim. Rok później zszedł do podziemia. Zdobył zaufanie Laldengi, przywódcy MNF, został jego adiutantem, następnie zaś prywatnym sekretarzem (1969). Towarzyszył mu na politycznej emigracji, początkowo w Pakistanie Wschodnim (dzisiejszy Bangladesz), później w stanie Rakhine w Mjanmie, wreszcie zaś w Pakistanie. W 1970 towarzyszył Laldendze w podróży do Chin, spotkał się podczas niej z premierem Zhou Enlaiem. Do Indii powrócił na początku 1976, od 1980 do 1986 nadzorował partyzancką aktywność MNF przebywając już w Mizoramie. Korzystał wówczas z ukrytych w dżungli kwater organizacji. W maju 1982 wydał nakaz opuszczenia Mizoramu przez osoby nienależące do ludu Mizo. Podobne deklaracje są integralną częścią miejscowego nacjonalizmu, kierowane są tak do osób pochodzących z pozostałych części Indii jak i do osiadłej w Mizoramie ludności plemiennej. Dokument podpisany przez Zoramthangę odróżniał się od innych tekstów tego typu. Pozwalał bowiem na pozostanie między innymi chrześcijanom regularnie uczęszczającym na nabożeństwa czy innym niż Mizo mongoloidom .
Awansowany w 1979, został zastępcą szefa separatystycznego rządu Mizoramu na uchodźstwie. Awansował też w hierarchii MNF, otrzymał pozycję wiceprzewodniczącego macierzystej formacji. Stanął wreszcie na jej czele po śmierci Laldengi w 1990.

### Działalność polityczna od 1986
Odgrywał kluczową rolę w negocjacjach pokojowych z władzami federalnymi. Po kapitulacji MNF w lipcu 1986 i podpisaniu porozumienia z indyjskim rządem nadzorował przekształcenie Mizo National Front w partię polityczną. Do Zgromadzenia Ustawodawczego Mizoramu wybrany po raz pierwszy w 1987, mandat odnawiał kolejno w 1989, 1993, 1998, 2003 i 2018.
W pierwszym rządzie Mizo National Front, kierowanym przez Laldengę, odpowiadał za resorty edukacji i finansów (od 1987). Był następnie liderem opozycji w stanowej legislatywie (1993–1998). Od 1998 do 2008 stał na czele stanowego rządu. Funkcję premiera Mizoramu objął ponownie 15 grudnia 2018. Jego zaprzysiężeniu towarzyszyło odczytywanie wersetów biblijnych oraz modlitwy, po raz pierwszy od przyznania Mizoramowi statusu stanu w 1987. Religijny charakter ceremonii spotkał się z krytyką i zarzutami pogwałcenia rozdziału Kościoła od państwa. Ceremonia zaprzysiężenia premiera oraz ministrów po raz pierwszy została przeprowadzona w języku mizo.
Zgodnie ze składanymi w kampanii wyborczej obietnicami wprowadził na terytorium Mizoramu zakaz sprzedaży i spożycia alkoholu. Odwołał się tym samym do głęboko zakorzenionych tradycji poparcia dla prohibicji w zdominowanym przez protestantyzm mizoramskim społeczeństwie. W połowie 2023, podczas krwawych rozruchów, które wstrząsnęły sąsiednim Manipurem starał się nie ingerować w sprawy wewnętrzne tego stanu. Opowiadał się jednocześnie publicznie za zjednoczeniem wszystkich Mizo żyjących w granicach Indii w ramach jednej jednostki administracyjnej, odwołując się tak do długoletnich tradycji Mizo National Front w tej kwestii jak i do ducha porozumienia pokojowego z 1986.
Poza aktywnością polityczną w obrębie rodzinnego stanu zaangażowany jest również w negocjacje ze zbrojnymi organizacjami działającymi na północnym wschodzie Indii. Odgrywa w nich istotną rolę, pośrednicząc z reguły między rządem w Nowym Delhi a separatystami. Podkreślano zwłaszcza wysiłki Zoramthangi w tym kierunku związane z Nagalandem. Proces negocjacji z separatystami porównywał do uwodzenia kobiety. Zestawienie to rozbawiło premiera Atal Bihari Vajpayeego, który, usłyszawszy je, miał wybuchnąć śmiechem.

### Osobowość i dorobek twórczy
Ceniony przez mieszkańców Mizoramu za swoje umiejętności oratorskie. Nie zna języka hindi, co wzbudzało pewne zainteresowanie, zwłaszcza w kontekście federalnych spotkań premierów stanowych prowadzonych w tym właśnie języku czy spotkań regionalnych NEDA, koalicji partii politycznych do której MNF należy. Pobożny chrześcijanin, w 2007 skomponował pieśń-modlitwę, którą wykonał później popularny piosenkarz chrześcijański Joseph Zaihmingthanga.
Jest autorem Mizo Hnam Movement History, książki poświęconej historii Mizoramu od okresu rządów brytyjskich do podpisania porozumienia pokojowego z 1986. Praca zeszła z prasy drukarskiej w 2017, szybko osiągając status bestsellera.

### Życie prywatne
2 lutego 1988, w kościele prezbiteriańskim w Dawrpui, poślubił Roneihsangi. Doczekał się z nią dwójki dzieci, syna Ramthansiama i córki Milari.